# Christopher Denham
Christopher Denham (1980) è un attore e regista statunitense.

## Carriera
Nel 2010 appare nel film diretto da Martin Scorsese (2010), Shutter Island, accanto a Leonardo DiCaprio. L'anno dopo ha recitato al fianco di Brit Marling nell'acclamato thriller psicologico Sound of My Voice, presentato in anteprima al Sundance Film Festival. Nel 2012 ha interpretato Mark Lijek, uno dei sei ostaggi fuggiti salvati da Tony Mendez, in Argo. Denham ha poi interpretato lo scienziato Jim Meeks nella serie candidata agli Emmy Manhattan.
Nel 2017, si è unito al cast di Billions nei panni dell'avvocato Oliver Dake.
Nel dicembre 2021 appare nel film biografico A proposito dei Ricardo, diretto da Aaron Sorkin; nel 2023 interpreta la spia russa Klaus Fuchs nel film di Christopher Nolan, Oppenheimer.

## Filmografia

### Cinema
- Headspace, regia di Andrew van den Houten (2005)
- Dealbreaker, regia di Gwyneth Paltrow e Mary Wigmore (2005)
- Blackbird, regia di Adam Rapp (2007)
- La guerra di Charlie Wilson (Charlie Wilson's War), regia di Mike Nichols (2007)
- The Key to Reserva, regia di Martin Scorsese (2007)
- Two Families, regia di Michael Engler (2007)
- El camino, regia di Erik S. Weigel (2008)
- Duplicity, regia di Tony Gilroy (2009)
- Alexander the Last, regia di Joe Swanberg (2009)
- Bottleworld, regia di Alexander Smith (2009)
- Shutter Island, regia di Martin Scorsese (2010)
- Camp Hell, regia di George VanBuskirk (2010)
- Sound of My Voice, regia di Zal Batmanglij (2011)
- Restive, regia di Jeremiah Jones (2011)
- Enter Nowhere, regia di Jack Heller (2011)
- Forgetting the Girl, regia di Nate Taylor (2012)
- Argo, regia di Ben Affleck (2012)
- The Bay, regia di Barry Levinson (2012)
- Affari di famiglia (Bad Country), regia di Chris Brinker (2014)
- Money Monster - L'altra faccia del denaro (Money Monster), regia di Jodie Foster (2016)
- A proposito dei Ricardo (Being the Ricardos), regia di Aaron Sorkin (2021)
- Oppenheimer, regia di Christopher Nolan (2023)
- Dogman, regia di Luc Besson (2023)
- Maggie Moore(s) - Un omicidio di troppo (Maggie Moore(s)), regia di John Slattery (2023)

### Televisione
- Law & Order - Unità vittime speciali (Law & Order: Special Victims Unit) – serie TV, episodio 4x11 (2003)
- Law & Order - I due volti della giustizia (Law & Order) – serie TV, episodio 17x16 (2007)
- Rubicon – serie TV, episodio 1x03 (2010)
- Person of Interest – serie TV, episodio 1x18 (2012)
- Deception – serie TV, episodio 1x01 (2013)
- The Following – serie TV, episodi 1x10-1x11-1x12 (2013)
- The Good Wife – serie TV, episodio 4x22 (2013)
- Manhattan – serie TV, 23 episodi (2014-2015)
- Billions – serie TV, 17 episodi (2017-2018)
- Utopia - serie TV, 8 episodi (2020)
- Shining Girls - serie TV, 4 episodi (2022)
- The Gilded Age – serie TV, 4 episodi (2023)
- American Rust - Ruggine americana (American Rust) – serie TV, 9 episodi (2024)

## Doppiatori italiani
Nelle versioni in italiano delle opere in cui ha recitato, Christopher Denham è stato doppiato da:
- Nanni Baldini in La guerra di Charlie Wilson, Duplicity, Shutter Island, The Bay, Dogman
- Davide Perino in Affari di famiglia, A proposito dei Ricardo
- Stefano Crescentini in Argo
- Emiliano Coltorti in Person of Interest
- Riccardo Scarafoni in The Good Wife
- Sacha De Toni in Manhattan
- Gianfranco Miranda in Money Monster - L'altra faccia del denaro
- Emiliano Coltorti in Billions
- Stefano Sperduti in Utopia
- Francesco Silella in Oppenheimer
- Federico Di Pofi in Maggie Moore(s) - Un omicidio di troppo